# Hogan Knows Best
Hogan Knows Best er en populær tv-serie i USA. I serien følger man familien Hogan, som er bestående af Terry Hogan også kaldet "Hulk Hogan", Linda Hogan, Brooke Hogan og Nick Hogan. Serien består af fire sæsoner, der strækker sig ud over 43 afsnit.